# La Crucifixion avec la Vierge et saint Jean
La Crucifixion avec la Vierge et saint Jean est une peinture à l'huile réalisée par Hendrick ter Brugghen conservée au Metropolitan Museum of Art de New York. L'œuvre est probablement peinte autour de l'année 1625, afin de décorer l'autel d'une schuilkerk catholique, c'est-à-dire une « église cachée » (littéralement « église dans le grenier »), des Provinces-Unies calvinistes néerlandaises, probablement à Utrecht. Lorsque l'œuvre est découverte dans une église bombardée de South Hackney, à Londres, en 1956, elle demeure inconnue. Mais au moment de son apparition dans la salle de vente de Sotheby's en novembre de la même année, l'œuvre est identifiée et est désignée comme l'un des exemples importants de l'école caravagesque d'Utrecht. Elle est acquise par le musée lors de la vente,.   

## Provenance

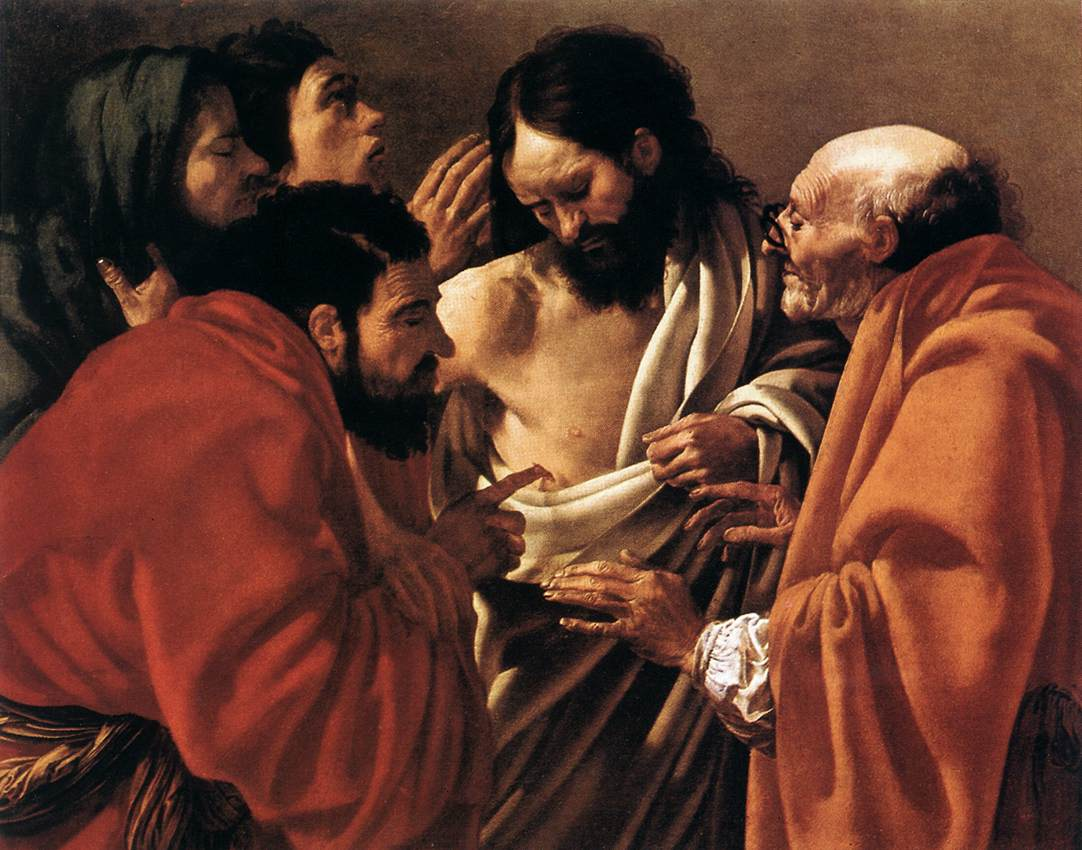
L'incrédulité de Saint Thomas, huile sur toile, 108,8 x 136,5 cm, Rijksmuseum, Amsterdam

Bien que la date soit en partie illisible, stylistiquement, la toile se rapproche de Saint Sébastien soigné par Irène de Ter Brugghen, conservée au Allen Memorial Art Museum à Oberlin, datée de 1625. Elle est probablement commandée pour une chapelle ou une église privée, bien qu'il y ait eu controverse quant à savoir si cette dernière était de culte catholique ou protestant.  
L'inventaire posthume de Johannes de Renialme, lors d'une vente du 27 juin 1657, indique en numéro 137 une œuvre nomée « Een Christus aen 't cruys, van Van der Brugge », qu'il évalue à 150 florins ; possiblement cette peinture. Elle sert de retable dans une chapelle latérale de Christ Church, South Hackney à Londres, entre 1898 et 1956 environ, lorsque l'église a été démolie et que le tableau a été transféré à l'église St John-at-Hackney. L'église a vendu le tableau à Nigel Foxell d'Oxford pour 75 £. Foxell a vendu le tableau aux enchères chez Sotheby's le 28 novembre 1956 pour 15 000 £ (lot 115).  Foxell a fait don du produit (moins la commission de 10 % de Sotheby's) au diocèse de Londres.

## Composition

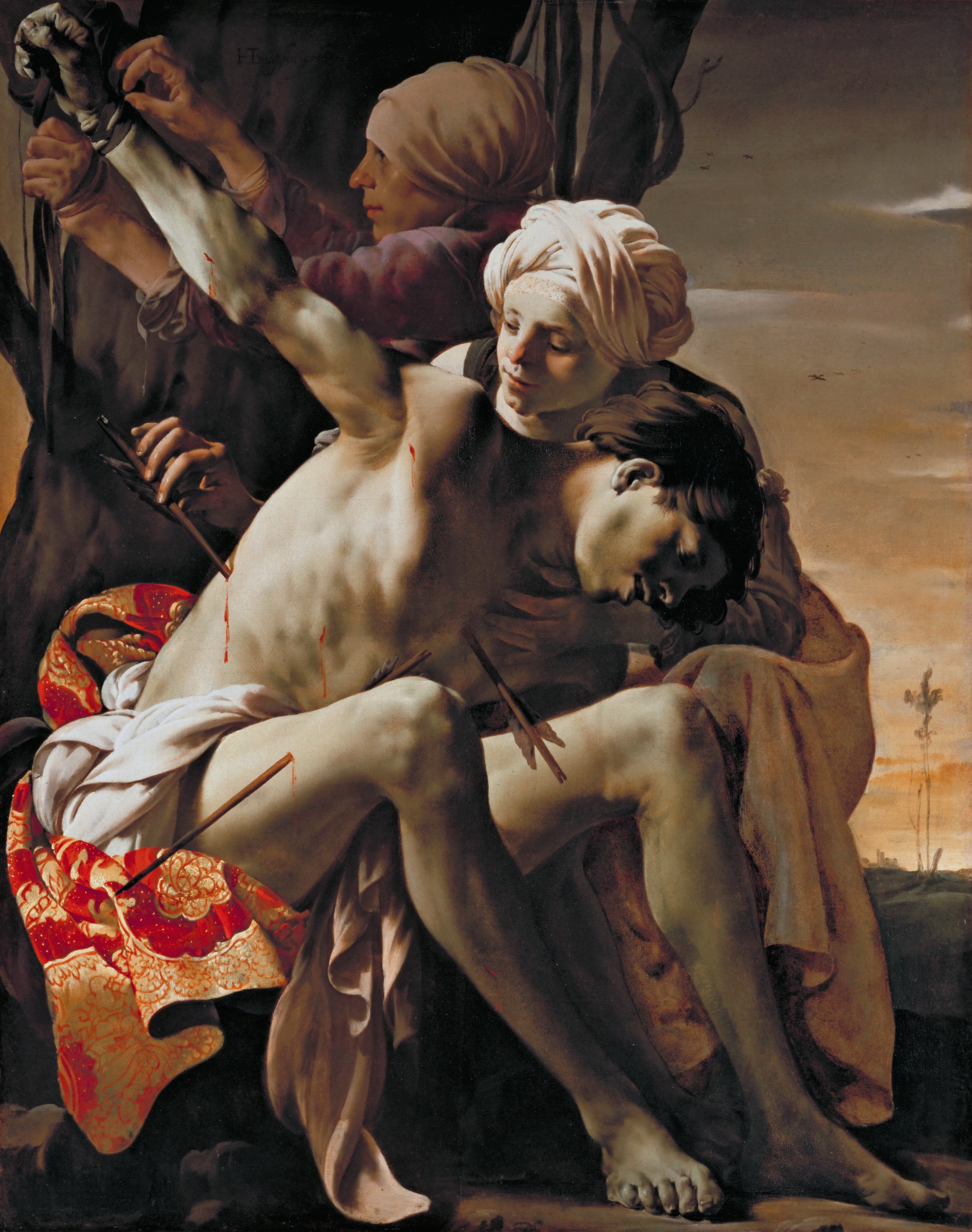
Saint Sébastien soigné par Irène, huile sur toile, 149 x 119,4 cm, Allen Memorial Art Museum

La scène de Ter Brugghen est tirée de l'Évangile de Jean : Jésus, voyant sa mère, et auprès d'elle le disciple qu'il aimait, dit à sa mère: Femme, voilà ton fils. Puis il dit au disciple : Voilà ta mère. Et, dès ce moment, le disciple la prit chez lui. Jean 19:26-27 (Louis Segond). 
Le Christ mort est pleuré par Marie et Jean. À la base de la croix se trouvent des os, traditionnellement identifiés comme ceux d'Adam. La scène se déroule dans une atmosphère de crépuscule profond, des étoiles sont visibles en arrière-plan.  
L'horizon bas et la hauteur à laquelle cette œuvre, comme un retable, aurait été exposée, amène le spectateur à se confronter directement au crâne et aux os, lui disant où il se trouve géographiquement (Golgotha, lieu du crâne) et existentiellement (sous la forme d'un memento mori). La tête du Christ ressemble au Christ de l'Incrédulité de saint Thomas de Ter Brugghen (Rijksmuseum, Amsterdam), peint entre 1621 et 1623. La ressemblance entre son Saint Sébastien dans le tableau d'Oberlin et ce Saint Jean indique que Ter Brugghen pourrait avoir utilisé des modèles plus d'une fois. 
Le ciel étoilé nous est donné par l'Évangile de Matthieu : « Depuis la sixième heure jusqu'à la neuvième, il y eut des ténèbres sur toute la terre » Matthieu 27:45 (Louis Segond). Ter Brugghen le rend si naturellement qu'il a des raisons de croire qu'il a effectivement été témoin d'une éclipse solaire totale, et nous savons qu'il y en a eu une quand il était encore à Rome, le mercredi 12 octobre 1605,  bien que le site de l'éclipse totale en Italie soit la Sicile . Il semble que ce soit un appareil stylistique similaire à celui utilisé dans son Saint-Sébastien.  
Ce qui nous permet de penser que cette œuvre aurait été réalisée en pleine Contre-Réforme, de ce fait pour un client catholique, se trouve dans la façon peu naturelle et archaique que l'artiste a de rendre le sang des blessures du Christ. Le sang, representé sur le même plan que le reste de l'œuvre, pourrait représenter l'eucharistie. Dans ce contexte, Marie agit en tant qu'intercesseur pour les fidèles. Ce motif du sang est fréquemment utilisé dans la peinture avant 1400 et peu après, comme dans une crucifixion de Jan van Eyck (1430) à Berlin, mais il a été rarement utilisé à l'époque de Ter Brugghen en raison de l'iconoclasme des calvinistes et des théologiens catholiques post-tridentins. 
Si Marie représente l'Église, Jean représente le sacerdoce. Ils se distinguent du Christ, qui est représenté de façon archaïque, par leur apparence caravaggesque et stylistiquement moderne. La composition a été comparée à celle d'une gravure de 1511 largement diffusée (à l'époque de Ter Brugghen) par Albrecht Dürer, avec le calvaire d'Hendrik van Rijn (1363), que le peintre aurait vu dans l'église Saint-Jean, à Utrecht, et les Crucifixions de l'allemand Mathis Grünewald (c. 1470 - 1528).   

## Œuvres évoquées

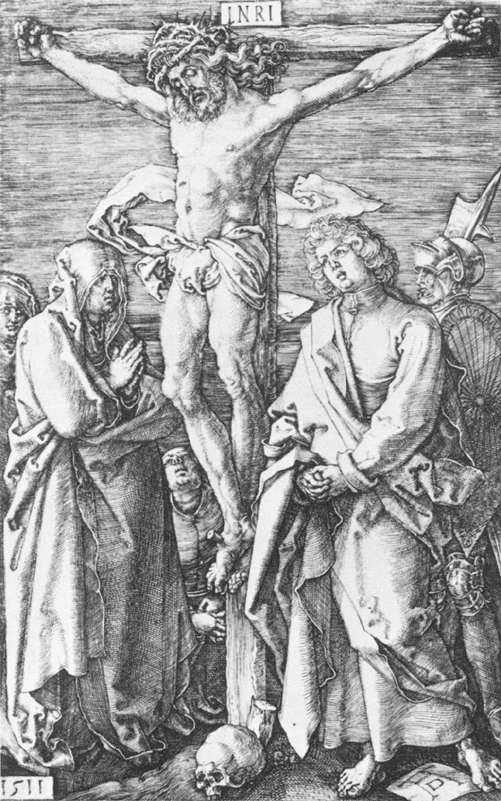
La Crucifixion (n ° 11) (1511) gravure par Albrecht Dürer, Metropolitan Museum of Art, New York City
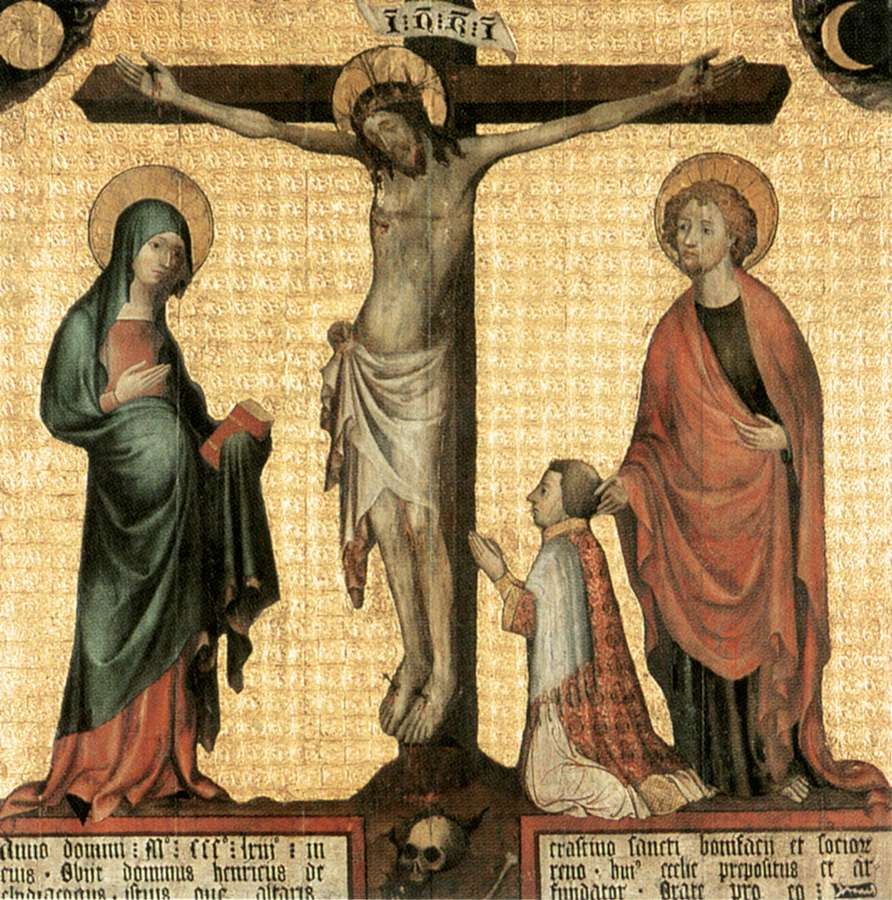
Calvaire d'Hendrik van Rijn (1363), Musée royal des Beaux-Arts d'Anvers
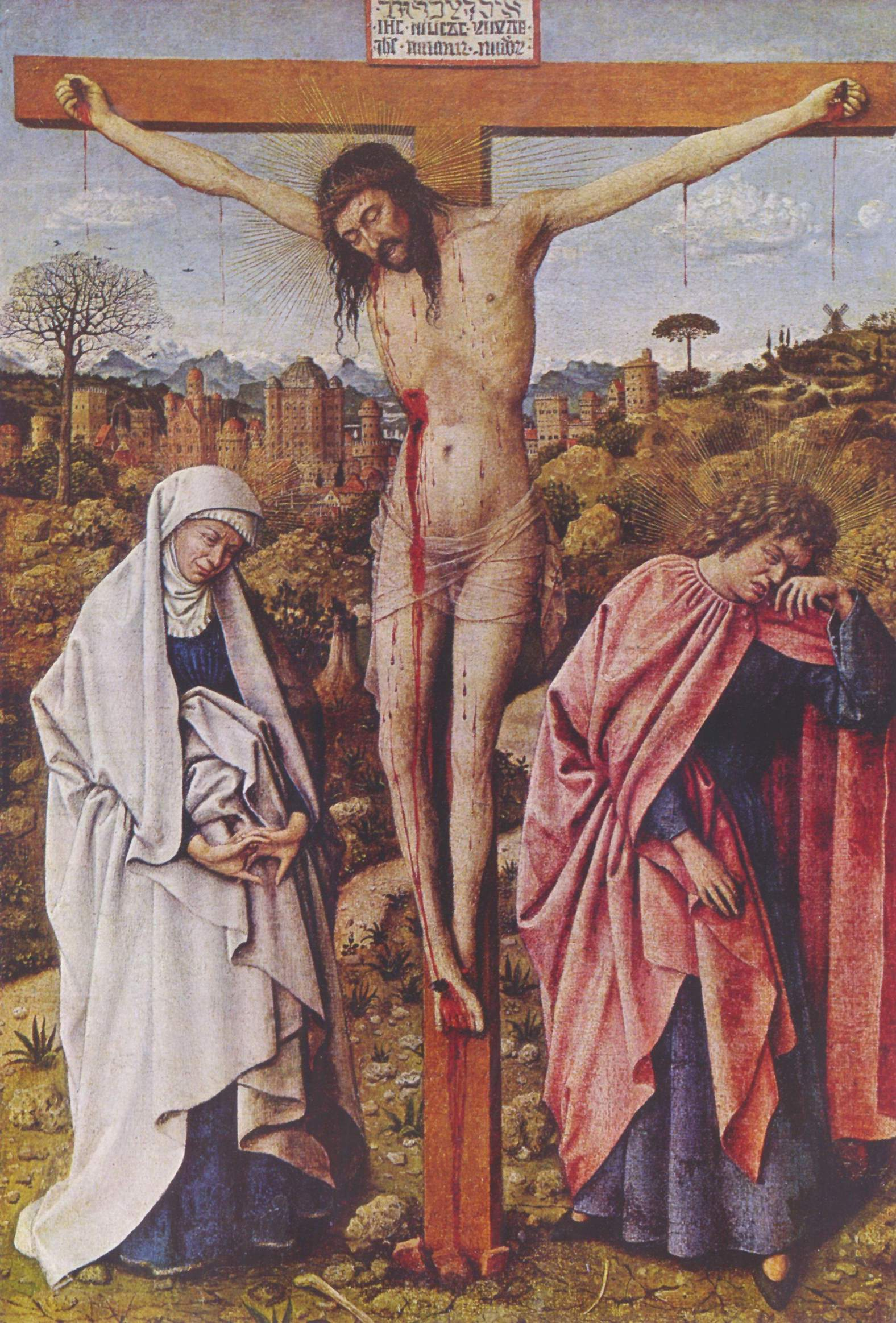
La Crucifixion (vers 1430) par Jan van Eyck, Gemäldegalerie, Berlin
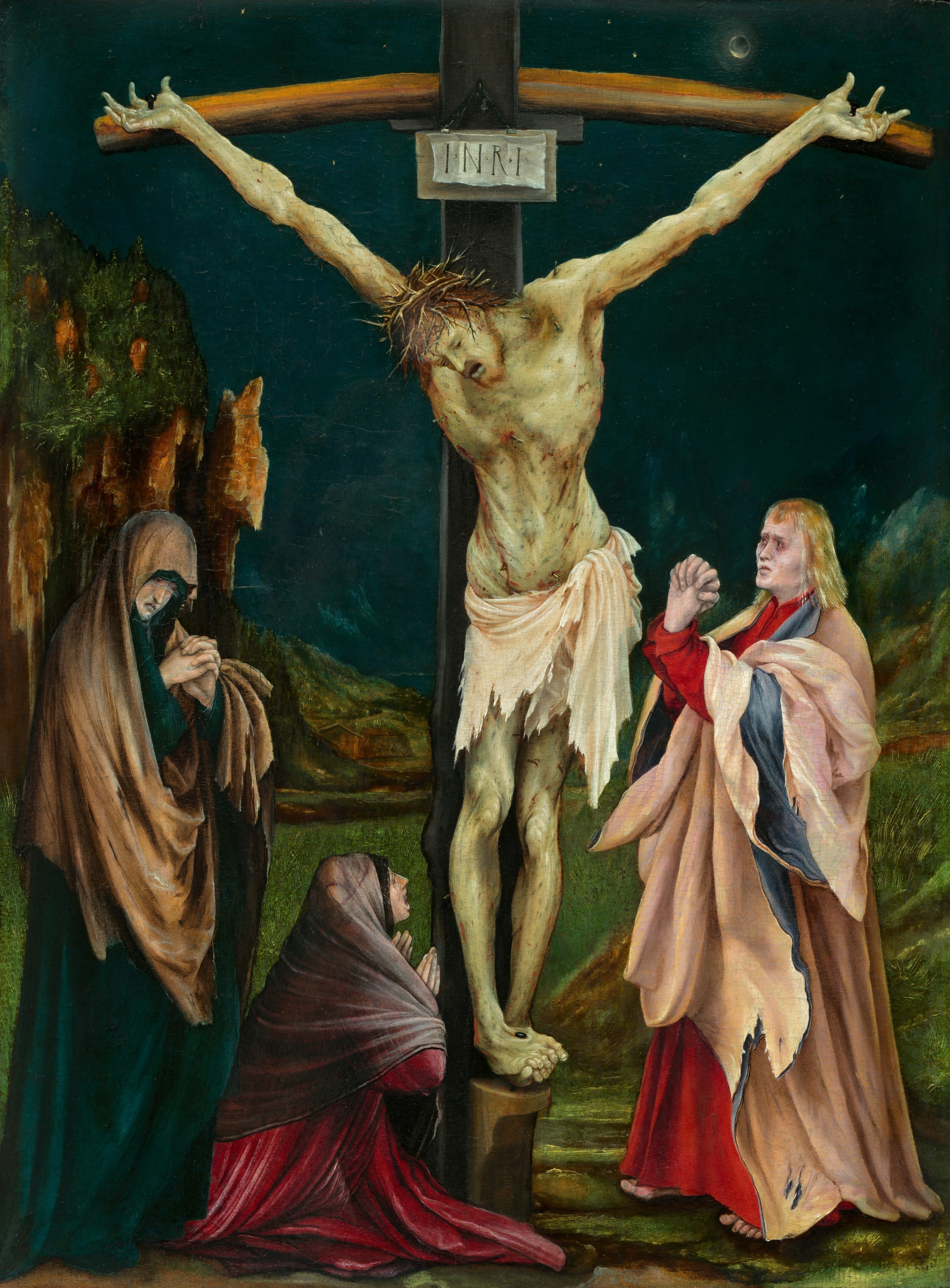
La Petite Crucifixion (1511-1520) par Mathis Grünewald, National Gallery of Art, Washington D.C.
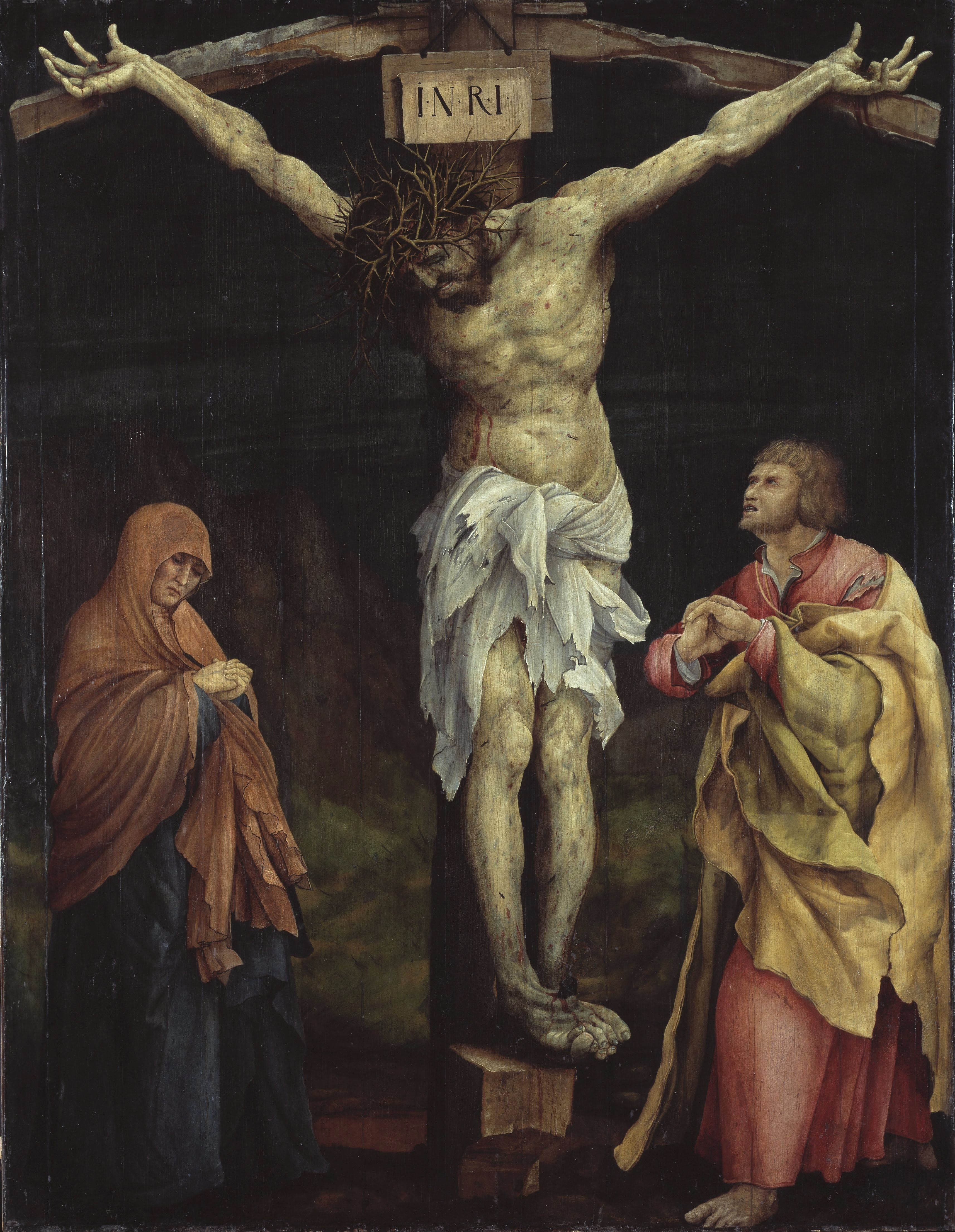
Die Kreuzigung Christi (1523-1524) du retable de Tauberbischofsheim par Mathis Grünewald, Staatliche Kunsthalle Karlsruhe
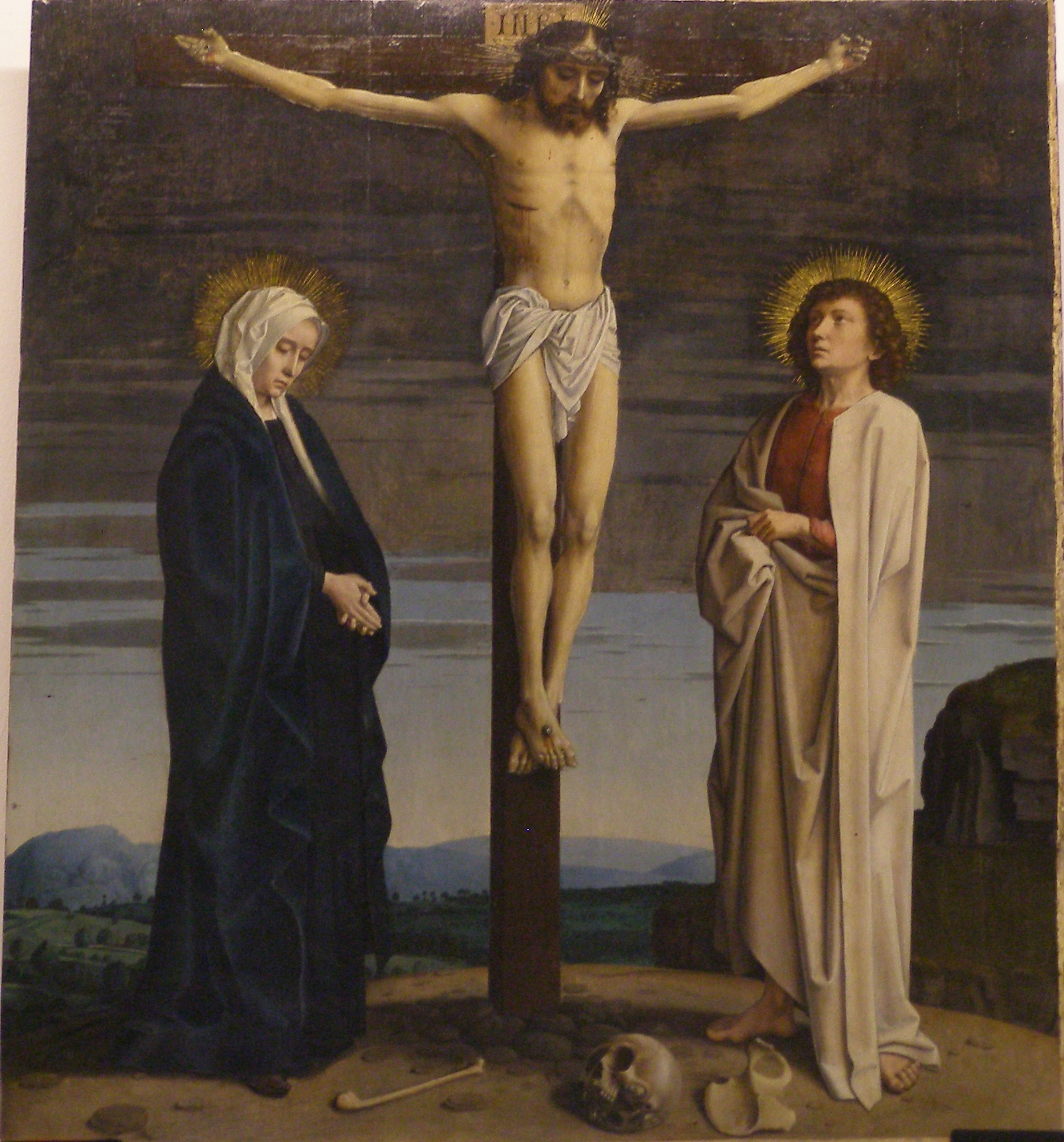
La Crucifixion de Gerard David (vers 1460-1523), Galleria di Palazzo Bianco, Gênes.